# Антелоп (Орегон)
Антелоп (англ. Antelope) — місто (англ. city) в США, в окрузі Васко штату Орегон. Населення — 37 осіб (2020).

## Географія
Антелоп розташований за координатами 44°54′41″ пн. ш. 120°43′26″ зх. д. / 44.91139° пн. ш. 120.72389° зх. д. (44.911279, -120.723860).  За даними Бюро перепису населення США в 2010 році місто мало площу 1,24 км², уся площа — суходіл.

### Клімат
| Клімат : Антелоп        | Клімат : Антелоп | Клімат : Антелоп | Клімат : Антелоп | Клімат : Антелоп | Клімат : Антелоп | Клімат : Антелоп | Клімат : Антелоп | Клімат : Антелоп | Клімат : Антелоп | Клімат : Антелоп | Клімат : Антелоп | Клімат : Антелоп | Клімат : Антелоп |
| Показник                | Січ.             | Лют.             | Бер.             | Квіт.            | Трав.            | Черв.            | Лип.             | Серп.            | Вер.             | Жовт.            | Лист.            | Груд.            | Рік              |
| Абсолютний максимум, °C | 18,3             | 22,2             | 25,6             | 32,2             | 36,7             | 39,4             | 41,7             | 42,8             | 40,6             | 32,8             | 24,4             | 22,2             | 42,8             |
| Середній максимум, °C   | 4,4              | 7,4              | 11,1             | 15,1             | 19,6             | 24,1             | 29,8             | 29,2             | 24,5             | 17,7             | 9,7              | 5,2              | 16,4             |
| Середній мінімум, °C    | −4,8             | −3,2             | −1,4             | 0,4              | 3,4              | 6,8              | 9,8              | 9,4              | 6,0              | 1,9              | −1,6             | −4,1             | 1,9              |
| Абсолютний мінімум, °C  | −32,8            | −30              | −15              | −11,7            | −12,2            | −11,1            | −1,7             | −1,1             | −6,7             | −13,3            | −21,7            | −28,9            | −32,8            |
| Норма опадів, мм        | 40               | 29               | 29               | 26               | 35               | 27               | 8                | 12               | 17               | 25               | 42               | 43               | 334              |
| Днів з опадами          | 11               | 9                | 10               | 8                | 8                | 6                | 2                | 3                | 4                | 6                | 11               | 11               | 89,0             |
| ----------------------- | ---------------- | ---------------- | ---------------- | ---------------- | ---------------- | ---------------- | ---------------- | ---------------- | ---------------- | ---------------- | ---------------- | ---------------- | ---------------- |
| Джерело:                |                  |                  |                  |                  |                  |                  |                  |                  |                  |                  |                  |                  |                  |

## Демографія
Згідно з переписом 2010 року, у місті мешкало 46 осіб у 28 домогосподарствах у складі 10 родин. Густота населення становила 37 осіб/км².  Було 43 помешкання (35/км²).
Расовий склад населення:
| - 91,3 % — білих - 2,2 % — корінних американців - 2,2 % — азіатів |

До двох чи більше рас належало 4,3 %. Частка іспаномовних становила 0,0 % від усіх жителів.
За віковим діапазоном населення розподілялося таким чином: 15,2 % — особи молодші 18 років, 43,5 % — особи у віці 18—64 років, 41,3 % — особи у віці 65 років та старші. Медіана віку мешканця становила 62,0 року. На 100 осіб жіночої статі у місті припадало 109,1 чоловіків;  на 100 жінок у віці від 18 років та старших — 105,3 чоловіків також старших 18 років.
Цивільне працевлаштоване населення становило 5 осіб. Основні галузі зайнятості: мистецтво, розваги та відпочинок — 40,0 %, освіта, охорона здоров'я та соціальна допомога — 40,0 %, сільське господарство, лісництво, риболовля — 20,0 %.